# Sông Salhyr
Salhyr (tiếng Ukraina: Салгир, chuyển tự: Salhyr; tiếng Nga: Салгир, chuyển tự: Salgir; tiếng Tatar Krym: Salğır) là con sông dài nhất nước Cộng hòa Tự trị Krym, Ukraina. Sông dài 204 km với diện tích lưu vực là 3750 km². Lưu lượng nước bình quân là 2 m³/s.
Sông Salhyr bắt nguồn từ dãy núi Chatyrdag rồi đổ ra Sivash (còn gọi là biển Thối) của biển Azov. Dọc đường đi, sông băng kênh đào Bắc Krym. Sông chủ yếu được con người dùng để sản xuất thủy điện và nông nghiệp.